# Ваэл (сын Сахру)
Ваэл — правитель Осроены в 163—165 годах.

## Биография
Как отметил Дж. Сегал, имя Ваэла имеет арабское происхождение.
После начала правления императоров Марка Аврелия и Луция Вера в 163 году парфянский царь Вологез III, осознавая стратегически важную роль Осроены, покорил эту страну. Он низложил властвовавшего здесь со 139 года Ману VIII из династии Абгаридов, нашедшего теперь убежище у римлян. На трон Осроены Вологез возвёл Ваэла, сына Сахру, являвшегося, по замечанию исследователей (в том числе М. Г. Абрамзона и Б. Уорика), марионеткой парфян.
Во время правления Ваэла в Эдессе впервые началась чеканка монет — известны монеты с легендой на сирийском языке и портретом Ваэла и Вологеза или изображением храма с байтилом.
По предположению Х. Драйверса, возможно, Ваэл стремился распространить свое влияние на все земли между Тигром и Евфратом. В некоторых обнаруженных надписях сообщается о Ваэле, сыне Ваэла. Вероятно, как отметил С. Росс, речь идёт о родственнике, возможно, сыне парфянского ставленника.
Ваэл, сын Сахру, правил лишь два года и в ходе успешной кампании римского военачальника Авидия Кассия в ноябре 165 года был изгнан. К власти вернулся Ману VIII, признавший зависимость от Рима и получивший эпитет «Филоромей». По мнению М. Гавликовски, Ваэл правил в 162—164 годах.